# مراسم اعطای جوایز
مراسم اعطای جوایز نوعی مراسم است که در آن جوایز اهدا می‌شوند. این مراسم ممکن است توسط یک سازمان دولتی، یک انجمن، یک مدرسه، یک اتحادیه صنفی، یا حتی یک شرکت تخصصی در برگزاری چنین رویدادهایی برگزار شود. معمولاً یک مجری مراسم برندگان جوایز را معرفی می‌کند، با حضار صحبت می‌کند، آن‌ها را سرگرم می‌کند و به طور کلی روند مراسم را مدیریت می‌کند.

## یونان باستان
یونانیان باستان هر سال مسابقاتی برای نمایش‌های تراژدی و کمدی برگزار می‌کردند که هزینه آن توسط ثروتمندترین شهروندان تأمین می‌شد. جوایزی برای بهترین نمایش، بهترین تهیه‌کننده و بهترین بازیگر اهدا می‌شد.
در بازی‌های اولیه المپیک، دو مراسم اهدای جوایز برگزار می‌شد. پس از هر رویداد، داوران شاخه‌های نخل را به برندگان اهدا می‌کردند. در روز پایانی بازی‌ها، نام تمام برندگان اعلام شده و تاج‌هایی از شاخه‌های زیتون بر سر آن‌ها گذاشته می‌شد. در آن زمان مدالی اهدا نمی‌شد و تنها نام نفر اول اعلام می‌گردید، زیرا نفرات دوم و سوم اهمیت چندانی نداشتند.
غیرمعمول نبود که ورزشکاران برای برنده شدن، جریمه‌های سنگینی را به جان بخرند یا حتی داوران را برای اعلام پیروزی خود تطمیع کنند.

## مراسم اعطای جوایز مدرن و امروزی
اجزای یک مراسم جوایز مدرن معمولاً شامل موارد زیر است:
- روشی مشخص و عادلانه برای انتخاب برندگان
- یک محل برگزاری، که می‌تواند یک هتل، تئاتر یا مکان دیگری باشد. همچنین ممکن است شام و سرگرمی برای شرکت‌کنندگان فراهم شود.
- مجری مراسم
- تجهیزات فنی مانند میکروفون، بلندگو و ویدئو پروژکتور
- دعوت‌نامه‌هایی برای مهمانان منتخب
- هماهنگی با خبرنگاران برای پوشش خبری مراسم

- گواهینامه یا تندیس‌هایی برای برندگان

## مراسم های ایرانی
1. جشنواره فیلم فجر: معتبرترین رویداد سینمایی ایران که هر ساله برگزار می‌شود و جوایزی مانند سیمرغ بلورین به برترین‌های سینما اهدا می‌شود.[۱]
2. جشن حافظ: یک مراسم خصوصی و مستقل که از هنرمندان سینما و تلویزیون ایران تقدیر می‌کند و تندیس حافظ را به برگزیدگان اهدا می‌کند.
3. جشنواره موسیقی فجر: رویدادی رسمی برای تقدیر از هنرمندان برجسته موسیقی در سبک‌های مختلف که جوایز متعددی در آن اهدا می‌شود.
4. جشنواره بین‌المللی خوارزمی: مراسمی علمی که از پژوهشگران، مخترعان و نوآوران برتر ایران و جهان تقدیر کرده و جوایزی به آن‌ها اعطا می‌کند.